# Радибуш
Радибуш (мкд. Радибуш) је насеље у Северној Македонији, у североисточном делу државе. Радибуш је у оквиру општине Ранковце.

## Географија
Радибуш је смештен у североисточном делу Северне Македоније. Од најближег града, Куманова, село је удаљено 35 km источно.
Село Радибуш се налази у историјској области Славиште. Насеље је положено на јужним падинама планине Герман, на приближно 550 метара надморске висине.
Месна клима је планинска због знатне надморске висине.

## Становништво
Радибуш је према последњем попису из 2002. године имао 157 становника. Од тога огромну већину чине етнички Македонци (99%).
Претежна вероисповест месног становништва је православље.